# Daisuke Itō (pilote automobile)
 (novembre 2017).
Pour les articles homonymes, voir Ito.
Pas d'image ? Cliquez ici
Daisuke Itō (伊藤大輔, Itō Daisuke, né le 5 novembre 1975 dans la préfecture de Mie) est un pilote automobile japonais. Il a remporté avec Ralph Firman la catégorie GT500 du Super GT en 2005 au volant d'une ARTA Honda NSX. Il a également participé au 24 heures du Mans avec une Dome S102.